# Discurso de Rafael Caldera de 1992
El discurso que dio Rafael Caldera el 4 de febrero de 1992 en el Congreso de la República de Venezuela sobre el intento de golpe de Estado liderado por Hugo Chávez y acontecido en ese país horas antes en contra del segundo gobierno de Carlos Andrés Pérez es considerado histórico.

## Antecedentes
Rafael Caldera ya había sido crítico con el segundo gobierno de Carlos Andrés Pérez tras el estallido del Caracazo en 1989, denunciando en un discurso con amplio impacto mediático que:

No soy yo quien vaya a negar la buena intención y el coraje del Presidente Carlos Andrés Pérez  para  lanzarse  por  este  camino  que  los  técnicos  le  han  aconsejado (...) No  se  le  puede  pedir  sacrificio  al  pueblo  si  no  se  da  ejemplo  de austeridad.

## Contenido
El entonces expresidente y senador vitalicio declaró:

No es la repetición de los mismos discursos que hace treinta años se pronunciaban cada vez que ocurría algún levantamiento lo que responde a la preocupación popular. [...] Es difícil pedirle al pueblo que se inmole por la libertad y por la democracia, cuando piensa que la libertad y la democracia no son capaces de darle de comer. [...] 

Esta situación no se puede ocultar. El golpe militar es censurable y condenable en toda forma, pero sería ingenuo pensar que se trata solamente de una aventura de unos cuantos ambiciosos que por su cuenta se lanzaron precipitadamente y sin darse cuenta de aquello en que se estaban metiendo. [...] 

Quiero decir que esto que estamos enfrentando responde a una grave situación que está atravesando Venezuela. Yo quisiera que los señores jefes de Estado de los países ricos que llamaron al presidente Carlos Andrés Pérez para expresarle su solidaridad en defensa de la democracia entendieran que la democracia no puede existir si los pueblos no comen. [...] 

Esto lo está viviendo el país. Y no es que yo diga que los militares se alzaron hoy o que intentaron la sublevación que ya felizmente ha sido aplastada (por lo menos en sus aspectos fundamentales) se hayan levando por eso, pero eso les ha servido de base, de motivo, de fundamento, o por lo menos de pretexto para realizar sus acciones.
Discurso ante el Congreso con motivo del decreto de la suspensión de garantías, 4 de febrero de 1992.

Caldera también dijo que no creía que los golpistas intentaran asesinar al presidente CAP.

## Repercusión histórica
El discurso fue uno de los más célebres de Rafael Caldera.  El senador vitalicio se negó a firmar la suspensión de garantías propuesta por CAP. Posteriormente se postuló a las elecciones presidenciales de 1993 e hizo la promesa electoral de dar la amnistía a los rebeldes y golpistas del 4F, entre los que se hallaba Hugo Chávez, cumpliendo su palabra en 1994, tras asumir como presidente para su segundo y último gobierno. Para 1992 Caldera era el principal candidato presidencial en las encuestas, con un 45,4% de aprobación.
En 1996, durante el segundo gobierno de Caldera, Chávez declaró que le habían contado del plan golpista a Caldera y que no sólo no se había opuesto, sino que prometió colaborar con 20 celulares para la operación, lo que al final no habría hecho. Caldera después escribió en un artículo en El Universal que se había arrepentido del indulto a Chávez.